# Katrin Sundberg
Eva Cathrine Sundberg (født 8. oktober 1962 i Örebro), bedre kendt som Katrin Sundberg, er en svensk skuespillerinde, manuskriptforfatter og instruktør. Hendes filmroller inkluderer blandt andet spillefilmene Adam & Eva (1997) og Vidunderlig og elsket af alle (2007).
Sundberg er i den brede offentlighed bedst kendt for rollen som Häxan Surpant i tv-serien af samme navn.

## Udvalgt filmografi
- Adam & Eva (1997)
- Nya tider (tv-serie, 2001)
- Häxan Surpant (tv-serie, 2004-2009)
- Wallander (tv-serie, 2006)
- Vidunderlig og elsket af alle (2007)
- En gang i Phuket (2011)
- Boy Machine (tv-serie, 2015)
- Sygeplejerskerne (tv-serie, 2016)
- LasseMajas Detektivbureau: Det første mysterium (2018)
- Solsidan (tv-serie, 2021)
- Beck (tv-serie, 2022)
- Kenny Starfighter (tv-serie, 2022)
- Maria Wern (tv-serie, 2023)
- Whiskey on the Rocks (tv-serie, 2024)